# Damien Magee
Damien Magee (Belfast, 17 novembre 1945) è un pilota di Formula 1 britannico.
La sua unica gara disputata in Formula 1 fu il Gran Premio di Svezia 1975, dove sostituì Arturo Merzario alla Williams.
Nel 1976 tenterà la qualificazione al Gran Premio di Francia con una Brabham BT44 della RAM Racing senza però riuscirvi.

## Risultati in Formula 1
| 1975 | Scuderia                   | Vettura       |  |  |  |  |  |  |    |  |  |  |  |  |  |  |  |  | Punti | Pos. |
| ---- | -------------------------- | ------------- |  |  |  |  |  |  | -- |  |  |  |  |  |  |  |  |  | ----- | ---- |
| 1975 | Frank Williams Racing Cars | Williams FW03 |  |  |  |  |  |  | 14 |  |  |  |  |  |  |  |  |  | 0     |      |

| 1976 | Scuderia   | Vettura      |  |  |  |  |  |  |  |    |  |  |  |  |  |  |  |  | Punti | Pos. |
| ---- | ---------- | ------------ |  |  |  |  |  |  |  | -- |  |  |  |  |  |  |  |  | ----- | ---- |
| 1976 | RAM Racing | Brabham BT44 |  |  |  |  |  |  |  | NQ |  |  |  |  |  |  |  |  | 0     |      |

| Legenda | 1º posto     | 2º posto | 3º posto    | A punti         | Senza punti/Non class.  | Grassetto – Pole position Corsivo – Giro più veloce |
| Legenda | Squalificato | Ritirato | Non partito | Non qualificato | Solo prove/Terzo pilota | Grassetto – Pole position Corsivo – Giro più veloce |